# Katharina Rensch
Katharina Rensch (Berlín, Alemania, 7 de octubre de 1964) es una gimnasta artística alemana que, compitiendo con Alemania del Este, consiguió ser medallista de bronce olímpica olímpica en 1980 en el concurso por equipos.

## 1979
En el Mundial de Fort Worth (Texas) gana el bronce en equipos, tras Rumania y la Unión Soviética, siendo sus compañeras de equipo: Maxi Gnauck, Regina Grabolle, Silvia Hindorff, Steffi Kraker y Karola Sube.

## 1980
En los JJ. OO. de Moscú ganó el bronce por equipos —tras la Uniñon Soviética (oro) y Rumania (plata)—, siendo sus compañeras de equipo: Maxi Gnauck, Steffi Kraker, Silvia Hindorff, Karola Sube y Birgit Süss.